# San Antonio Taltzintán
San Antonio Taltzintán är en ort i Mexiko.   Den ligger i kommunen Huitzilan de Serdán och delstaten Puebla, i den sydöstra delen av landet, 160 km öster om huvudstaden Mexico City. San Antonio Taltzintán ligger 1 201 meter över havet och antalet invånare är 721.
Terrängen runt San Antonio Taltzintán är bergig västerut, men österut är den kuperad. Runt San Antonio Taltzintán är det ganska tätbefolkat, med 65 invånare per kvadratkilometer. Närmaste större samhälle är Zongozotla, 7,9 km norr om San Antonio Taltzintán. I omgivningarna runt San Antonio Taltzintán växer i huvudsak städsegrön lövskog.